# 筑紫野市歴史博物館
筑紫野市歴史博物館（ちくしのしれきしはくぶつかん）は、福岡県筑紫野市二日市南に所在する市立の歴史博物館である。愛称は「ふるさと館ちくしの」。1998年（平成10年）に開館した。

## 建築概要
- 敷地面積：3,399.05m2
- 建築面積：1,459.62m2
- 延床面積：2,283.72m2（1F:1,405.13m2、2F:751.79m2）
- 構造：鉄筋コンクリート造、地上2階建
- 竣工：1997年9月
- 建築設計者：株式会社山下設計
- 展示設計者：株式会社電通

## 分館
- 五郎山古墳館

## 所蔵文化財
重要文化財
- 福岡県隈・西小田遺跡出土品
  - 第13地点23号甕棺墓出土品
    - 銅鏡（重圏昭明鏡）1面
    - 貝輪 41点
    - 鉄戈 1口
    - 鉄剣 1口
    - 甕棺 1基

  - 第7地点祭祀関係遺構出土品
    - 銅戈 23口
    - 土器 4点（壺2点、鉢（蓋に転用）2点）

  - 第3地点109号甕棺墓出土品
    - 銅剣 1口
    - 貝輪 8点
    - 甕棺 1基

その他（寄託品）
- 三角縁神獣鏡（原口古墳出土、個人蔵）
- 武蔵寺経塚出土品（武蔵寺蔵）

## 利用案内
- 所在地：〒818-0057 筑紫野市二日市南1-9-1
- 開館時間：9:00～17:00（入館は16:30まで）
- 休館日:月曜日（祝日の場合は開館、翌平日が休館）、年末年始（12月28日～1月4日）
- 入館料:無料

## 交通アクセス
- 電車
  - JR九州鹿児島本線 - 二日市駅（徒歩約10分）
  - 西鉄天神大牟田線 - 紫駅（徒歩約15分）、西鉄二日市駅（徒歩約20分）
- 自動車
  - 九州自動車道筑紫野インターチェンジから車で5分